# Hyperdontie
 Mise en garde médicale
L'hyperdontie (ou polydontie) est une condition médicale dans laquelle un excès du nombre des dents est diagnostiqué. Le terme ne doit pas être confondu avec l'hypodontie, qui désigne l'absence d'une ou plusieurs dents selon les conditions, qu'elles soient héréditaires ou maladives. 

## Types
Les dents surnuméraires peuvent être normales ou anormales. Les dents de sagesses normales sont fréquemment bilatérales. Les dents anormales sont coniques, rhiziformes et multituberculées. Celles-ci se catégorisent entre mesiodens, odontomes simple et autres odontomes,. La dent supernuméraire la plus commune est le mesiodens, celle-ci étant de forme anormale siégeant auprès de la suture médiane du maxillaire supérieur. Les quatrième et cinquième molaires qui se forment derrière la troisième molaire se classent comme autres types de dents supernuméraires.

## Causes
Des facteurs héréditaires et environnementaux peuvent être la cause de cette condition. De nombreuses dents supernuméraires ne poussent jamais, mais elles peuvent retarder la croissance des dents à proximité ou causer d'autres problèmes dentaires ou d'orthodontie,. Des radios dentaires servent à diagnostiquer l'hyperdontie.